# Нижняя Чужбойка
Нижняя Чужбойка — небольшая река в Бабаевском районе Вологодской области России. Вытекает из Серхловского болота на территории Борисовского сельского поселения, течёт на восток и впадает в реку Суда в 29 км от её истока в селе Борисово-Судском. На берегах Нижней Чужбойки расположены также деревни Занино, Порошино, Харчевня. Другие названия — Нижний Чужбой, Чужбойка. Название вероятнее всего происходит от древнего языка финских племён и означает «холодный поток». Небольшая запруда и разлив около Церкви Покрова.
Длина реки — 15 км, площадь водосборного бассейна — 78,1 км².